# 若狭上中インターチェンジ
若狭上中インターチェンジ（わかさかみなかインターチェンジ）は、福井県三方上中郡若狭町上黒田にある舞鶴若狭自動車道のインターチェンジである。

## 道路
- E27 舞鶴若狭自動車道（12番）

## 接続する道路
- 福井県道22号上中田烏線

## 歴史
- 2014年（平成26年）7月20日 - 小浜IC - 敦賀JCT間開通に伴い供用開始[1][2]。

## 料金所
- ブース数：4

### 入口
- ブース数：2
  - ETC専用：1
  - ETC・一般：1

### 出口
- ブース数：2
  - ETC専用：1
  - ETC・一般/精算機：1

## 周辺
- 若狭広域農道（若狭梅街道） - 西端部の若狭トンネルに近い。
- 西日本旅客鉄道（JR西日本）小浜線大鳥羽駅

## 隣
E27舞鶴若狭自動車道
(11)小浜IC - (12)若狭上中IC - (12-1)三方五湖PA/SIC - (13)若狭三方IC